# St. Marien (Bad Sooden-Allendorf)

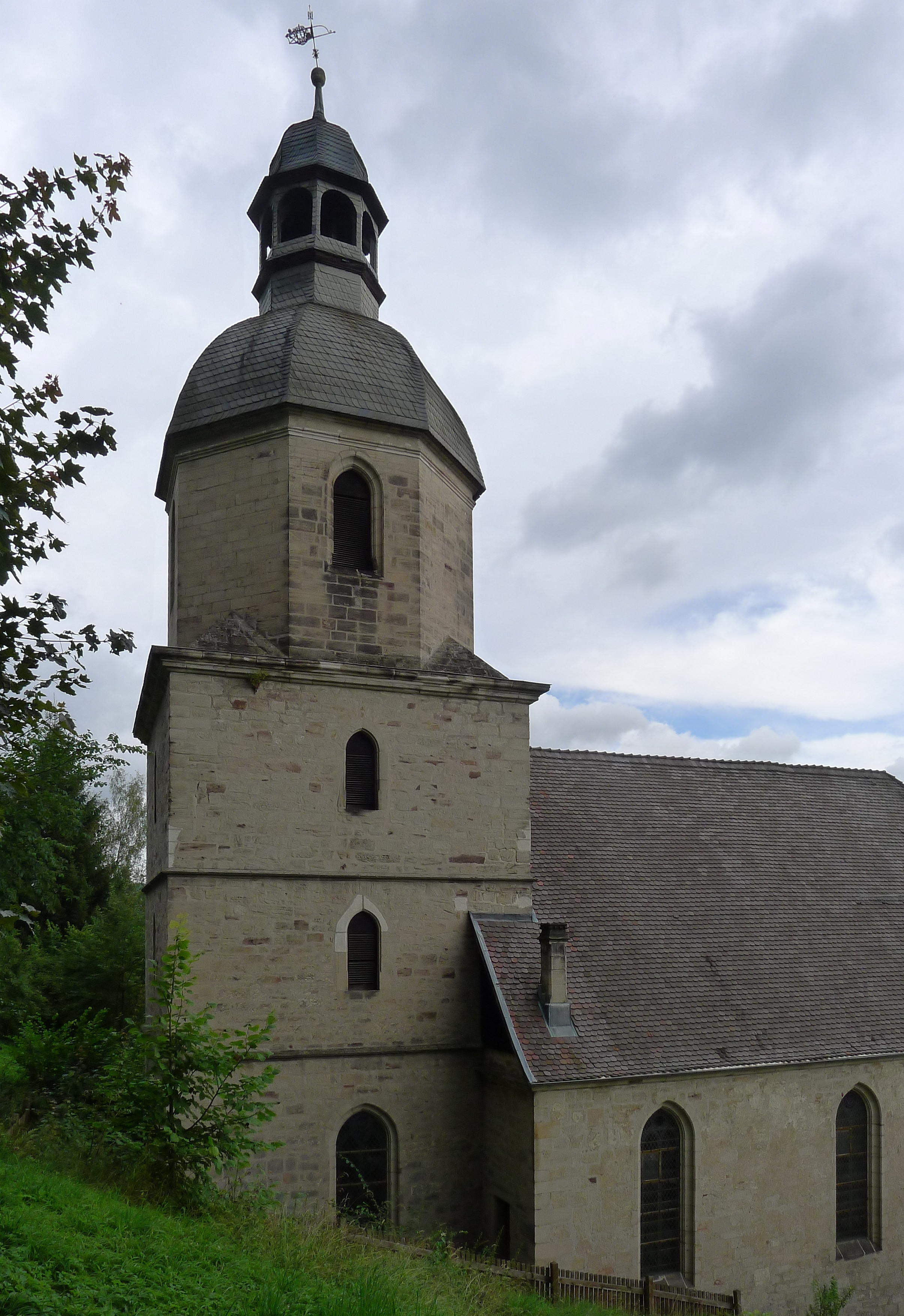
St. Marien

Die evangelische St.-Marien-Kirche ist eine denkmalgeschützte einschiffige Hallenkirche im Ortsteil Sooden der Gemeinde Bad Sooden-Allendorf im Werra-Meißner-Kreis des Landes Hessen.

## Geschichte
Die Behauptung des Soodener Pfarrers Johannes Rhenanus, der in der Kirche begraben liegt, dass die Kirche von Bonifatius geweiht worden war, lässt sich nicht belegen und geht vermutlich auf die besondere Verehrung zurück, die Bonifatius in Sooden genoss. Es ist vielmehr anzunehmen, dass die Marienkirche als Filialkirche von St. Crucis der Stadt Allendorf gegründet wurde.
Im Jahre 1637, während des Dreißigjährigen Krieges, zogen Kroaten der kaiserlichen Truppen durch das Werratal und legten Allendorf in Schutt und Asche. Auch Sooden mit seiner Marienkirche fiel der Feuersbrunst zum Opfer. Die Außenwände der Kirche blieben aber stehen.
Wann mit dem Wiederaufbau der Kirche mit finanzieller Unterstützung des Landgrafen Karl von Hessen-Kassel begonnen wurde, ist nicht genau bekannt. Sicher ist aber, dass bald wieder Gottesdienste stattfanden und ab 1653 der Altar wieder errichtet war.

## Baubeschreibung

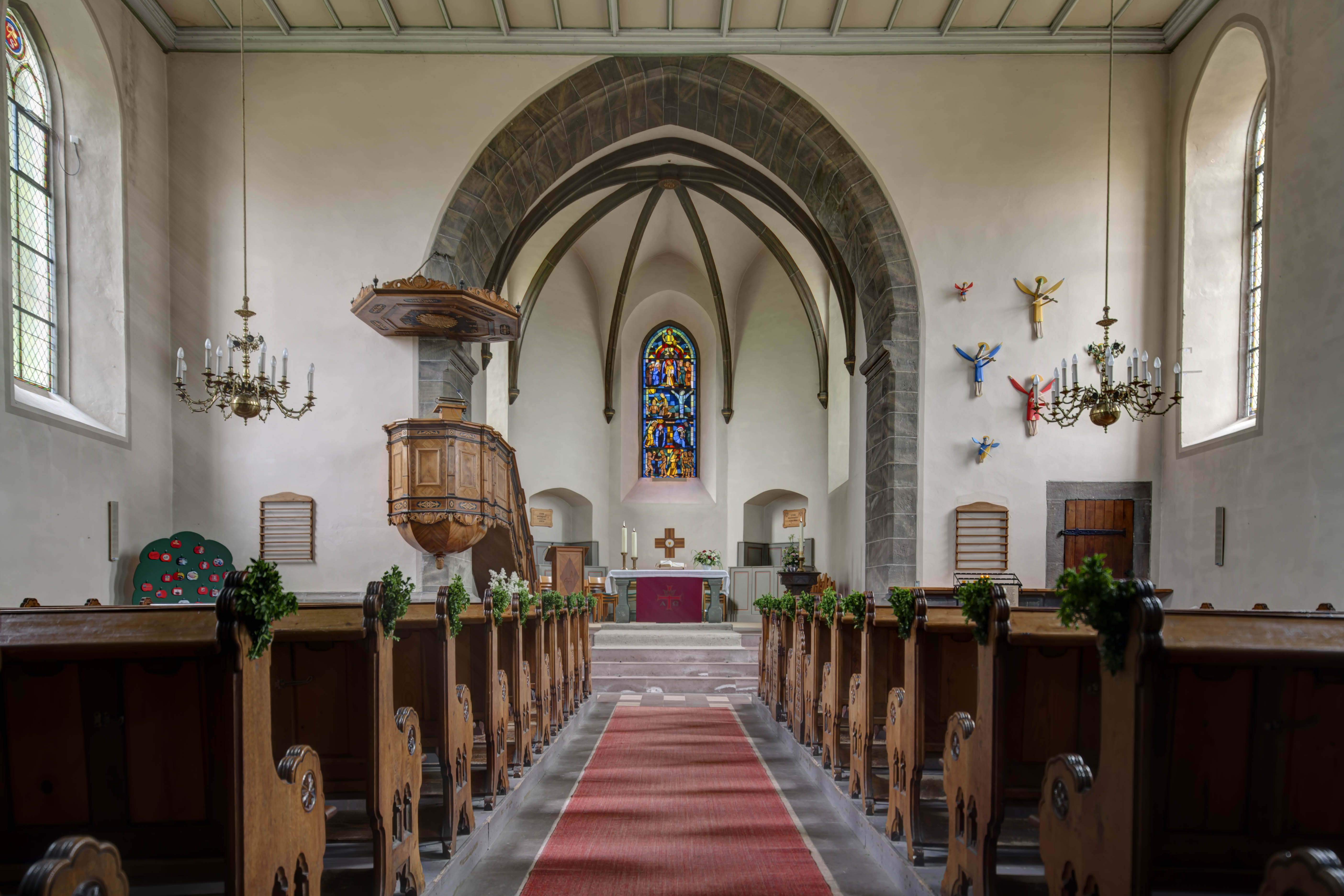
Blick zum Chor

Im Jahr 1694 erhielt die Kirche ihre heutige einschiffige Gestalt. Der Vorgängerbau war aus grob behauenen Feldsteinen bzw. Hausteinen errichtet. Ob die ursprünglich gotische Hallenkirche aus dem 15. Jahrhundert zwei Kirchenschiffe hatte, ist nicht sicher, lässt sich aber bei der Breite des Raumes vermuten. Dann hatte sie vermutlich auch ein Kreuzrippengewölbe, das auf Säulen im Mittelgang und auf Konsolen an den Wänden ruhte. Heute hängt unter dem Satteldach eine Kassettendecke. 1699 fanden die Arbeiten mit der Errichtung eines neuen Chors zum Berg hin, d. h. auf der Westseite, mit einem gotischen Chor und einem darüber liegenden barocken Glockenturm ihren Abschluss. Über dem Erdgeschoss des Turms, das mit einem Fries endet, befinden sich zwei weitere Geschosse, ebenfalls durch einen Fries getrennt. Darüber erhebt sich das achteckige Glockengeschoss, das mit einer welschen Haube bekrönt ist. In der Glockenstube hängt eine der ältesten Glocken im Werratal, die im Jahre 1405 gegossen wurde.
Der Schlussstein des Kreuzrippengewölbes im Chor trägt die Initialen des Landgrafen: »LC 1699 – Cujus nomen sit in benedictione«. Über dem Hauptportal der Kirche prangt das Wappen des Landgrafen Karl zusammen mit dem seiner Frau Amalia von Kurland.

## Orgel

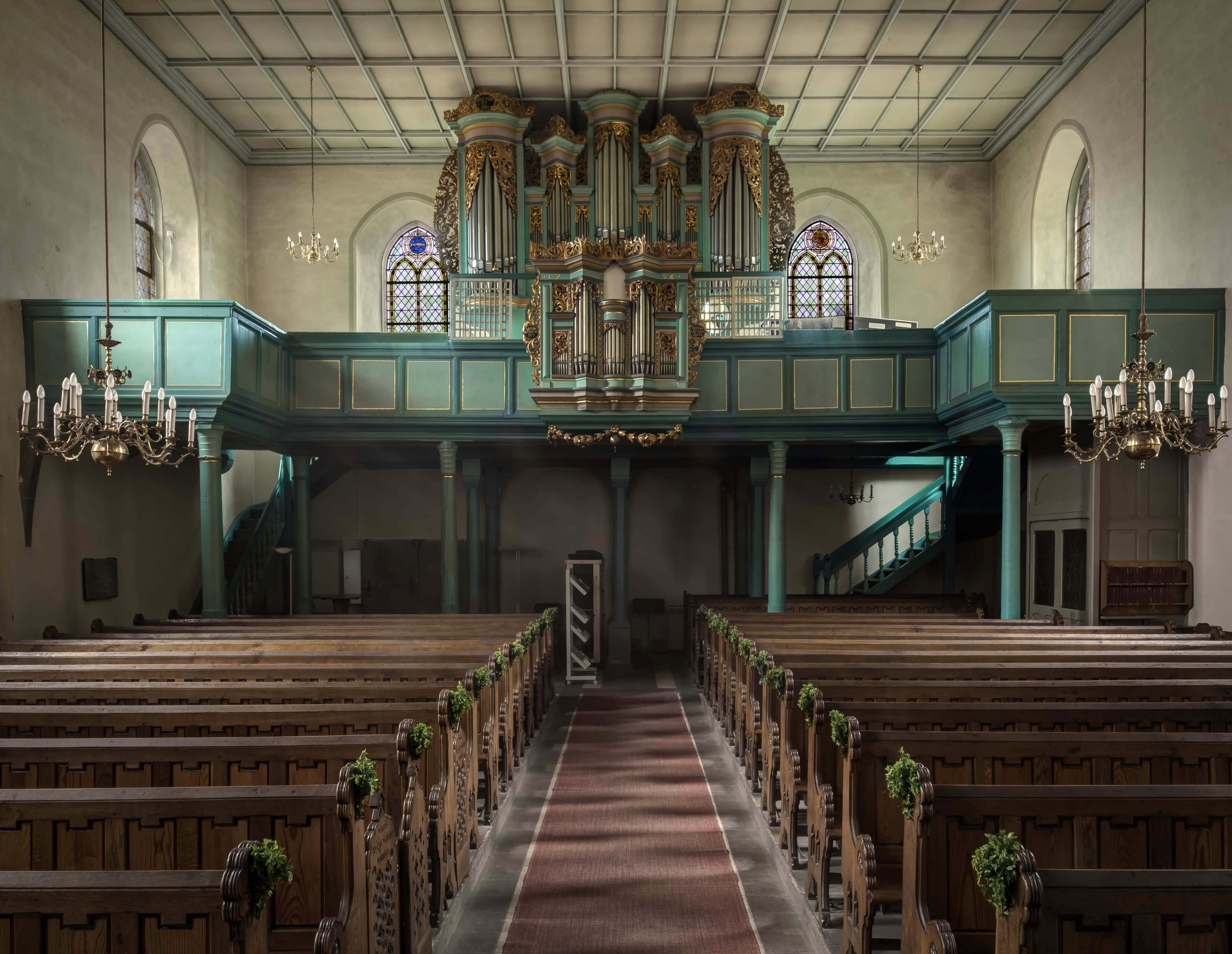
Die Orgel in St. Marien

Im Innern des barocken Orgelprospekts aus der Zeit um 1700, der mit reichem Schnitzwerk versehen ist, verbirgt sich eine Orgel, die 1980 von Werner Bosch Orgelbau (Kassel) hergestellt wurde. Ein Rückpositiv befindet sich auf der Brüstung der Empore. Das Instrument verfügt über 23 Register, die auf drei Manuale und Pedal verteilt sind. Die Spieltraktur ist mechanisch ausgeführt, die Registertraktur wird elektromagnetisch angesteuert. Die Disposition lautet wie folgt:
| I Rückpositiv C–g3 |                         |       |
| 1.                 | Holz-Gedackt            | 8′    |
| 2.                 | Praestant               | 4′    |
| 3.                 | Spitzflöte              | 2′    |
| 4.                 | Quinte                  | 1 ⁄3′ |
| 5.                 | Spitzgambe              | 8′    |
|                    | Tremulant (einstellbar) |       |

| II Hauptwerk C–g3 |           |       |
| 6.                | Principal | 8′    |
| 7.                | Gedackt   | 8′    |
| 8.                | Octave    | 4′    |
| 9.                | Gemshorn  | 4′    |
| 10.               | Quinte    | 2 ⁄3′ |
| 11.               | Waldflöte | 2′    |
| 12.               | Mixtur IV | 2′    |

| III Schwellwerk C–g3 |                         |    |
| 13.                  | Gedackt Pommer          | 8′ |
| 14.                  | Hohlflöte               | 4′ |
| 15.                  | Rohrflöte               | 4′ |
| 16.                  | Principal               | 2′ |
| 17.                  | Scharf III              | 1′ |
| 18.                  | Englisch Horn           | 8′ |
|                      | Tremulant (einstellbar) |    |

| Pedalwerk C–f1 |            |     |
| 19.            | Subbaß     | 16′ |
| 20.            | Principal  | 8′  |
| 21.            | Gedacktbaß | 8′  |
| 22.            | Nachthorn  | 4′  |
| 23.            | Trompete   | 8′  |

- Koppeln: I/II, III/II, I/P, II/P, III/P
- Spielhilfen: 3 einstellbare (elektrische) Setzerkombinationen, Tutti, Absteller

## Ausstattung
An der linken Seite des Triumphbogens befindet sich die Kanzel aus Kirsch- und Nussbaumholz mit Intarsien, sie wurde 1702 angefertigt. Im Schalldeckel stehen die Worte: »Predige das Wordt halt an«.
Die drei rechten, vorderen Reihen des Kirchengestühls sind mit geschnitzten Türen versehen. Hier hatten die Salinenbeamten ihre reservierten Plätze.

## Fenster
Das bunte Kirchenfenster in der Chorraummitte gestaltete 1955 Hilde Ferber. Es ersetzte ein Fenster aus dem 19. Jahrhundert mit geometrischen Formen. Das neue Fenster stellt die Heilsgeschichte vom Sündenfall bis zum Jüngsten Gericht dar.
| Das Weltgericht                                  |                                              |
| Das leere Grab – die Bestätigung Jesu durch Gott |                                              |
| Die Taufe Jesu im Jordan                         | Tod Jesu am Kreuz – zur Rettung der Menschen |
| Die Ankündigung der Geburt Jesu an Maria         | Die Geburt Jesu                              |
| Der Sündenfall                                   | Die Vertreibung aus dem Paradies             |

Die Fensterrosen, oben in den Spitzbogenfenstern des Kirchenschiffs, wurden erst im 19. Jahrhundert eingebaut. Die Fensterrosen auf der rechten Seite sind bestimmt vom Glauben an Christus und den Heiligen Geist. Die erste Fensterrose zeigt das Christusmonogramm »Jesus hominum salvator«. Die zweite Fensterrose zeigt ein Christusmonogramm mit den Buchstaben »Chi und Rho«. Auf der dritten Fensterrose über der Seitentür ist das Symbol der Heiliggeisttaube zu sehen. Die vierte Fensterrose an dieser Wandseite zeigt einen Engel. Auf der linken Seite der Orgel ist das Bild von einem Fisch zu sehen, überschrieben mit dem lateinischen Wort »Deo volente«. In der Fensterrose rechts neben der Orgel sind ein Anker, ein Kreuz und ein Herz zu sehen.
Auf den drei Fensterrosen der Südwand kommt die enge Verbindung der Marienkirche mit der Gemeinde zum Ausdruck. Die erste Fensterrose zeigt das rote Wappen Soodens und die in der Salzgewinnung gebräuchlichen Werkzeuge Berlaph und Pfannhaken. Die Jahreszahl 1554 erinnert an die Verleihung des Wappens an die Saline »in den Soden«. Die zweite Fensterrose ist eine Stiftung des Handwerkerunterstützungsvereins, die dritte eine des Männergesangvereins aus dem Jahr 1886.